# Konstnärsfärger

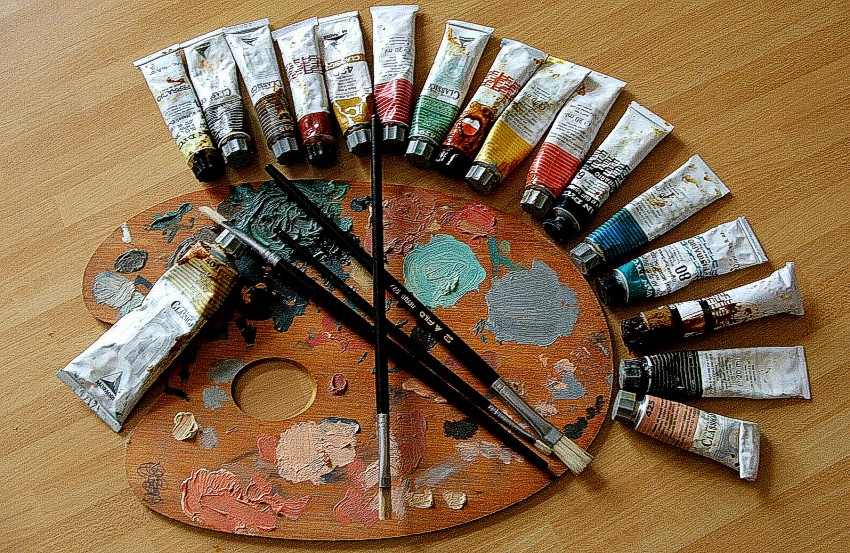

Konstnärsfärger är målarfärger för konstnärligt bruk. Beroende på vilket bindemedel och medium som används för pigmenten kan de vara oljefärger, akrylfärger, akvarellfärger eller av annan typ.
I en snävare definition avser termen konstnärsfärger målarfärger med hög koncentration pigment och bindemedel av hög kvalitet, till skillnad från studiefärger, där dyra pigment ersatts av billigare eller finns i lägre koncentration och ersatts av till exempel krita, vilket ger mindre lyster.

## Några vanliga färgtyper inom målarkonsten
- Oljefärg – Olja är här bindemedel för pigmenten och färgen stelnar genom oljans oxidering och sammanbindning. Började bli populär på 1400-talet och växte under 1500- och 1600-talen till att bli det dominerande mediet i Europa,[2] vilket det fortsatte vara till slutet av 1900-talet.
- Akrylfärg – Här är bindemedlet akrylharts, vanligtvis i vattendispersion. Färgen torkar då vattnet avdunstar och akrylhartspartiklarna binds samman. Introducerades i mitten av 1900-talet och har blivit minst lika stort som oljefärg, om inte det dominerande mediet.[3][4]
- Akvarellfärg – Även kallat vattenfärg. Medium för de fint rivna pigmenten är oftast en vattenlösning av gummi arabicum, där det senare utgör själva bindemedlet. Färgen stelnar med vattnets avdunstning. Har en lång historia. I Europa fick akvarell ökad popularitet från åtminstone 1700-talet.
- Gouache – I grunden som akvarellfärg men har pigment i högre koncentration, eventuellt även grövre rivet. Gouachefärger har därmed en större intensitet och opacitet än akvarell, och kan beskrivas som täckande vattenfärg.
- Tempera – I sin enklaste form blandas pigmenten här med äggula, eller någon alternativ olja, i vatten. Färgen stelnar dels genom vattnets avdunstning, dels genom oljans oxidering och sammanbindning. Tempera var länge det dominerande mediet i Europa, tills oljefärgen successivt tog över från 1400-talet och framåt.

## Historik
Under större delen av måleriets historia har färgerna tillverkats av målaren själv eller hans medarbetare. Man köpte pigment i form av bitar eller stänger, finfördelade dem (färgrivning) och blandade till sin färg med bindemedel som även de förädlats i målarens verkstad. Detta har gradvis förändrats sedan början på 1800-talet, och idag säljs i stort sett all färg i en form som är färdig för användning.

### Färgtuber
År 1841 kom de första färgtuberna, uppfunna av konstnären John Goffe Rand. De första färgerna att säljas i tub var oljefärger, men 1850 kom tuber även för akvarellfärger. De vanliga behållarna för konstnärsfärger var annars urinblåsor från grisar, vilka var ömtåliga och svåra att återförsluta på ett bra sätt. På 1820-talet hade det kommit ett slags sprutliknande behållare som kunde återfyllas med färg, men de var dyra.
Rands tuber i metall, täta och enkla att klämma ut lagom mycket färg ur och återförsluta, kom att revolutionera konstnärernas målande. Dels medförde de ett ökat utbud av pigment, och från att det tidigare hade varit omständligt för konstnärer att flytta målandet utanför ateljén, kunde man nu lätt ta med sig rikligt med färg utomhus. Färgtuben lär på så vis ha haft stor betydelse för impressionismens genombrott.

### Syntetiska organiska pigment
År 1856 framställdes det första syntetiska organiska färgämnet, mauvein, vilket snart också producerades som pigment. Det blev startskottet för en snabb utveckling av nya syntetiska organiska pigment under andra halvan av 1800-talet.

### Normalfärger
Då det under det senare 1800-talet introducerades en mängd nya pigment, som såldes under olika namn och var oprövade vad gäller hållbarhet och andra egenskaper, förändrades förutsättningarna för oljemåleriet, som ditintills hade arbetat med ett litet antal beprövade pigment. Konstnärer i olika länder uppmärksammade behovet av pigment med garanterade egenskaper, och en tysk sammanslutning av kemister och färgtekniker introducerade 1886/1887, på initiativ av kemisten Adolf Wilhelm Keim, begreppet normalfärger (tyska: Normalfarben). Färgtillverkare som anslöt sig till detta kunde då märka en produkt som "normalfärg", så länge de återkommande kontrollerna visat att den uppfyllde standardiserade kvalitetskrav.
Denna kvalitetssäkring med definierade normalfärger fick efter hand spridning även utanför Tyskland. I Sverige drevs frågan av konstnären och professorn Gottfrid Kallstenius, vilket ledde till att den svenska färgtillverkaren Beckers år 1912 introducerade en serie normalfärger, som på samma vis var föremål för återkommande kontroll av ljusäkthet och andra egenskaper.

## Baspalett
Leonardo da Vinci definierade i sin färgteori sex enkla färger, colori semplici, från vilka alla andra kulörer skulle kunna skapas genom olika kombinationer: vitt, gult, grönt, rött, blått och svart, dock med viss tvekan för att inkludera grönt, eftersom det kan fås av kombinationen gult och blått. Detta vore dock svårgörligt i praktiken. Istället används många ytterligare färdigtillverkade färger, som ger diverse nyanser direkt, utan att konstnären behöver experimentera med olika blandningar ur grundsortimentet.
Det finns olika rekommendationer om lämplig grunduppsättning av målarfärger, dels beroende på vilken typ av medium man jobbar med, och dels förstås beroende på person; varje konstnär hittar sin egen favorituppsättning. En handbok som inte är alltför gammal kan ge råd om en lämplig grunduppsättning, som inte inkluderar pigment som idag är förbjudna i målarfärg på grund av sin giftighet.
En baspalett för oljemålning föreslås i en handbok innehålla: titanvitt, citrongult, kadmiumgult, kadmiumrött, kinakridonrött, dioxazinviolett, ultramarin, koboltblått, smaragdgrönt, ljusockra, obränd terra di Sienna och bränd terra di Sienna, eventuellt med tillägg av krapplack, monastralblått, grönjord, obränd umbra och elfenbenssvart.
En konstnär med stort intresse för olika färgpigment beskriver att han själv brukar använda följande färger i både akvarell- och akrylmålning: titanvitt, kadmiumgult (ljus), kadmiumrött (ljus eller medel), alizarin, ultramarin, ftaloblått, ftalogrönt, gulockra, bränd sienna och bränd umbra.
Det är dock bra om man kan hitta ersättning för kadmiumfärgerna, eftersom de är giftiga för både människa och miljö.